# Staples River
Staples River är ett vattendrag i Kanada.   Det ligger i provinsen Ontario, i den sydöstra delen av landet, 270 km väster om huvudstaden Ottawa. Staples River ligger vid sjön Balsam Lake.
Runt Staples River är det glesbefolkat, med 16 invånare per kvadratkilometer.